# 1990 w filmie
Wydarzenia filmowe w 1990 roku.

## Box office
| Pozycja | Tytuł                             | Wytwórnia      | Wpływy        |
| ------- | --------------------------------- | -------------- | ------------- |
| 1.      | Uwierz w ducha                    | Paramount      | $505 702 588  |
| 2.      | Kevin sam w domu                  | Fox            | $476 684 675  |
| 3.      | Pretty Woman                      | Touchstone     | $463 mln      |
| 4.      | Tańczący z wilkami                | Orion          | $424 200 tys. |
| 5.      | Pamięć absolutna                  | TriStar        | $261 300 tys. |
| 6.      | Powrót do przyszłości III         | Universal      | $244 500 tys. |
| 7.      | Szklana pułapka 2                 | Fox            | $240 mln      |
| 8.      | Uznany za niewinnego              | Fox            | $239 300 tys. |
| 9.      | Wojownicze Żółwie Ninja           | New Line       | $202 mln      |
| 10      | Gliniarz w przedszkolu            | Universal      | $202 mln      |
| 11      | Polowanie na Czerwony Październik | Paramount      | $200 500 tys. |
| 12      | Dick Tracy                        | Buena Vista    | $162 700 tys. |
| 13      | Szybki jak błyskawica             | Paramount      | $157 900 tys. |
| 14      | Następne 48 godzin                | Paramount      | $153 500 tys. |
| 15      | Ptaszek na uwięzi                 | Universal      | $138 700 tys. |
| 16      | Ojciec chrzestny III              | Paramount      | $136 800 tys. |
| 17      | Rocky V                           | United Artists | $119 900 tys. |

## Premiery

### Filmy polskie
| Data            | Tytuł filmu                                     | Kraj   | Reżyseria                  | Obsada                                                                                          |
| --------------- | ----------------------------------------------- | ------ | -------------------------- | ----------------------------------------------------------------------------------------------- |
| 26 stycznia     | Porno                                           | Polska | Marek Koterski             | Michał Rola, Agnieszka Wójcik, Iwona Katarzyna Pawlak, Ewa Grabarczyk                           |
| 5 lutego        | Marcowe migdały                                 | Polska | Radosław Piwowarski        | Olaf Lubaszenko, Piotr Siwkiewicz, Małgorzata Piorun, Monika Bolibrzuch, Robert Gonera          |
| 12 lutego       | Kapitał, czyli jak zrobić pieniądze w Polsce... | Polska | Feliks Falk                | Piotr Machalica, Gabriela Kownacka, Tadeusz Huk, Andrzej Grabowski                              |
| 13 lutego       | Koniec                                          | Polska | Bogusław Linda             | Zygmunt Bielawski, Marek Walczewski, Małgorzata Niemirska, Zofia Czerwińska, Ryszard Kotys      |
| 2 kwietnia      | Bal na dworcu w Koluszkach                      | Polska | Filip Bajon                | Zbigniew Zamachowski, Hanna Polk, Henryk Bista, Maria Chwalibóg                                 |
| 18 kwietnia     | Deja Vu                                         | /      | Juliusz Machulski          | Jerzy Stuhr, Władimir Gołowin, Galina Pietrowa, Liza Machulska, Oleg Szkłowskij                 |
| 30 kwietnia     | Czarodziej z Harlemu                            | Polska | Paweł Karpiński            | Okon Ubanga Jones, Bogdan Baer, Anna Kaźmierczak, Leszek Teleszyński, Jan Monczka               |
| 6 maja          | Korczak                                         | /      | Andrzej Wajda              | Wojciech Pszoniak, Ewa Dałkowska, Teresa Budzisz-Krzyżanowska, Marzena Trybała                  |
| 7 maja          | Nocny gość                                      | /      | Stanisław Różewicz         | Jacek Mikołajczak, Ewa Dałkowska, Henryk Machalica, Jerzy Trela, Tadeusz Włudarski              |
| 14 maja         | Mów mi Rockefeller                              | Polska | Waldemar Szarek            | Kamil Gewartowski, Małgorzata Markiewicz, Artur Pontek, Grzegorz Heromiński                     |
| 6 czerwca       | Zabić na końcu                                  | Polska | Wojciech Wójcik            | Wojciech Malajkat, Piotr Siwkiewicz, Jolanta Nowak, Monika Bolibrzuch                           |
| 1 października  | Historia niemoralna                             | Polska | Barbara Sass               | Dorota Stalińska, Teresa Budzisz-Krzyżanowska, Michał Bajor, Marek Lewandowski, Olaf Lubaszenko |
| 15 października | Ucieczka z kina „Wolność”                       | Polska | Wojciech Marczewski        | Janusz Gajos, Zbigniew Zamachowski, Teresa Marczewska, Piotr Fronczewski                        |
| 26 października | Powrót wilczycy                                 | Polska | Marek Piestrak             | Jerzy Zelnik, Marzena Trybała, Małgorzata Prażmowska, Joanna Trzepiecińska                      |
| 16 listopada    | Kramarz                                         | Polska | Andrzej Barański           | Roman Kłosowski, Bożena Adamek, Artur Barciś, Bogusz Bilewski, Zbigniew Buczkowski              |
| 7 grudnia       | Po upadku. Sceny z życia nomenklatury           | Polska | Andrzej Trzos- Rastawiecki | Zbigniew Zapasiewicz, Barbara Sołtysik, Olga Sawicka, Anna Nehrebecka                           |

### Filmy zagraniczne
- Anioł przy moim stole (An Angel at My Table) – reż. Jane Campion
- Chłopcy z ferajny (Goodfellas) – reż. Martin Scorsese
- Dick Tracy
- Drabina Jakubowa (Jacob’s Ladder)
- Dwóch Jake’ów
- Dzikość serca – reż. David Lynch
- Edward Nożycoręki (Edward Scissorhands) – reż. Tim Burton
- Gliniarz w przedszkolu (Kindergarden Cop) – reż. Ivan Reitman
- Gremliny 2
- The Juniper Tree – reż. Nietzchka Keene
- Kevin sam w domu (Home Alone)
- Następne 48 godzin (Another 48 Hrs.) – reż. Walter Hill
- Lambada
- Misery – reż. Rob Reiner
- Nowa fala (Nouvelle Vague) – reż. Jean-Luc Godard
- Ojciec chrzestny III
- Pamięć absolutna (Total Recall) – reż. Paul Verhoeven
- Polowanie na Czerwony Październik (The Hunt for Red October) – reż. John McTiernan
- Powrót do przyszłości III (Back to the Future Part III) – reż. Robert Zemeckis
- Pretty Woman – reż Garry Marshall
- Ptaszek na uwięzi (Bird on a Wire) – reż. John Badham
- Rocky V – reż. John G. Avildsen
- Skowronki na uwięzi (Skřivánci na niti) – reż. Jiří Menzel
- Szklana pułapka 2 (Die Hard 2: Die Harder) – reż. Renny Harlin
- Szybki jak błyskawica (Days of Thunder) – reż. Tony Scott
- Tańczący z wilkami (Dances with Wolves) – reż. Kevin Costner
- Uwierz w ducha (Ghost) – reż. Jerry Zucker
- Uznany za niewinnego (Persumed Innocent) – reż. Alan J. Pakula
- Wojownicze Żółwie Ninja (Teenage Mutant Ninja Turtles) – reż. Steve Barron
- Zielona karta (Green Card) – reż. Peter Weir
- Huang jia du chuan

## Nagrody filmowe

### Oskary
- Najlepszy film – Tańczący z wilkami (Dances With Wolves)
- Najlepsza aktorka – Kathy Bates Misery
- Najlepszy aktor – Jeremy Irons Reversal of Fortune
- Wszystkie kategorie: Oskary w roku 1990

### Festiwal w Cannes
- Złota Palma: David Lynch – Dzikość serca (Wild at Heart)

### Festiwal w Berlinie
- Złoty Niedźwiedź:
  - Costa-Gavras – Pozytywka
  - Jiří Menzel – Skowronki na uwięzi

### Festiwal w Wenecji
- Złoty Lew: Tom Stoppard – Rosenkrantz i Guildenstern nie żyją

### XVFestiwal Polskich Filmów Fabularnych
- Złote Lwy Gdańskie: Ucieczka z kina „Wolność” – reż. Wojciech Marczewski

### Nagroda Emmy
- Living with Dinosaurs

## Urodzili się
- 3 stycznia – Maurycy Popiel, polski aktor
- 7 stycznia – Liam Aiken, amerykański aktor
- 24 marca – Keisha Castle-Hughes, nowozelandzka aktorka
- 9 kwietnia – Kristen Stewart, amerykańska aktorka
- 12 kwietnia – Hadas Jaron, izraelska aktorka
- 15 kwietnia – Emma Watson, angielska aktorka
- 16 maja – Thomas Sangster, angielski aktor
- 13 czerwca – Aaron Johnson, brytyjski aktor
- 4 lipca – David Kross, niemiecki aktor
- 24 lipca – Daveigh Chase, amerykańska aktorka
- 8 sierpnia – Aleksandra Szwed, polska aktorka i piosenkarka
- 15 sierpnia – Jennifer Lawrence, amerykańska aktorka
- 21 grudnia – Maciej Gisman, polski aktor

## Zmarli
- 8 stycznia – Terry-Thomas, angielski aktor (ur. 1911)
- 20 stycznia – Barbara Stanwyck, amerykańska aktorka (ur. 1907)
- 25 stycznia – Ava Gardner, amerykańska aktorka  (ur. 1922)
- 17 marca – Capucine, francuska aktorka (ur. 1928)
- 15 kwietnia – Greta Garbo, szwedzko-amerykańska aktorka  (ur. 1905)
- 16 maja:
  - Sammy Davis Jr., amerykański aktor i piosenkarz
  - Jim Henson, twórca Muppetów (ur. 1936)
- 18 maja – Jill Ireland, amerykańska aktorka pochodzenia brytyjskiego; żona Charles’a Bronsona (ur. 1936)
- 2 czerwca:
  - Rex Harrison – amerykański aktor
  - Jack Gilford – amerykański aktor
- 20 października – Joel McCrea, amerykański aktor
- 27 października – Jacques Demy, francuski reżyser (ur. 1931)
- 2 grudnia – Robert Cummings, amerykański aktor
- 7 grudnia – Joan Bennett, amerykańska aktorka (ur. 1910)